# パトリック・アバークロンビー
サー・レスリー・パトリック・アバークロンビー（Sir Leslie Patrick Abercrombie、1879年6月6日 - 1957年3月23日）は、イギリスの都市計画家、建築家。ロンドン・プランなどで有名であるが、これらの計画の中でもっとも批判を受けたロンドン首都圏外郭環状道路網案（大ロンドン計画）は、現在M25として完成し運用されている。また自身が就任していたリバプール大学に「アバークロンビー広場」がある。

## プロフィール
イギリス中部の小さな工業都市アシュトン・アポン・マージーに、マンチェスターで株式仲介などを営む実業家の9番目の子供として生まれる。弟のラッセル・アバークロンビー（Lascelles Abercrombie）はイギリスを代表する詩人のひとり。息子のニール・アバークロンビーはタスマニアで都市計画局長をつとめた。甥に細胞生物学者のマイケル・アバークロンビー（Michael Abercrombie）(英語版) がある。
ラトランドのアッピンガムの寄宿学校で学んだあと、父の知り合いである、マンチェスターにある建築設計事務所で4年間建築家としての修業を積み、その後は古都チェスターの建築設計事務所に勤務し実務経験を積むが、1909年、創設間もないリバプール大学都市計画学科の研究員となり、都市研究の道へ進む。スタンレー・アドシェッド教授の下で、都市に関する世界有数の学術誌「タウンプランニング・レヴュー」を創刊号から編纂を手伝う。同時期にウィリアム・ハスケート・レバー卿によって創設された海外研修制度で留学の機会をえて、ヨーロッパの主要都市を訪れる。
1914年、アイルランド・ダブリン首都計画コンペで、満場一致で一等に入選し、国際的な名声を得る。1915年にはアドシェッド教授の後任として、リバプール大学都市計画学およびシビックデザインの教授に就任。1935年まで、20年にわたってつとめる。

## 都市計画の策定
1920年には、政府の要請によって炭鉱都市であるドンカスターの地域計画を作成し、1922年には正式決定する。その後プリマス、キングストン・アポン・ハル、バース、エディンバラ、およびボーンマスといったイギリス主要都市の都市再計画を立案していく。
1925年には、その設立に尽力したイギリス都市計画・地域計画学会; 略称CPRE) 名誉会長をつとめる。その間、レバー卿の意向もあって、特にイギリス海外の統治地、植民地、入植地の都市コンサルタント業務を積極的に引き受け、1930年には教え子の一人クリフォード・ホリディらとともに、ハイファ計画などを立案する。
1935年にロンドン大学に移籍し、1946年まで都市計画学教授に就任する。
1937年から1940年にかけて、大都市のあり方を調査報告するバーロウ（ジャックナイフ）委員会の委員長にロイヤル・コミッションから任命され、バーロウレポート作成に協力するとともに、政府の依頼を受け、人口300万人規模の都市計画、カウンティー・オブ・ロンドンプラン（1943年）と、一般に「アーバークロンビー・プラン」と呼ばれるグレーターロンドン大都市圏計画（1944年）を提案する。後者は1943年の公表より拡張していて、徹底的な検討を加え、自身の意図や理想を取り込んだ実践的案で、自身の都市計画分野50年間の経験と蓄積集大成でもあり、現在でも、ロンドンの都市計画を語るとき頻繁に引用を受けている。このプランで提案させているもののうち、ニュータウンはインナーシティ問題もひきおこし、ドックランド計画につながることになる。ほかグリーンベルトは、同時に立案した土地利用計画が厳格に守られているという。
1940年、スリランカ・セイロン大学キャンパスを設計を手がける。

### ロンドン復興計画

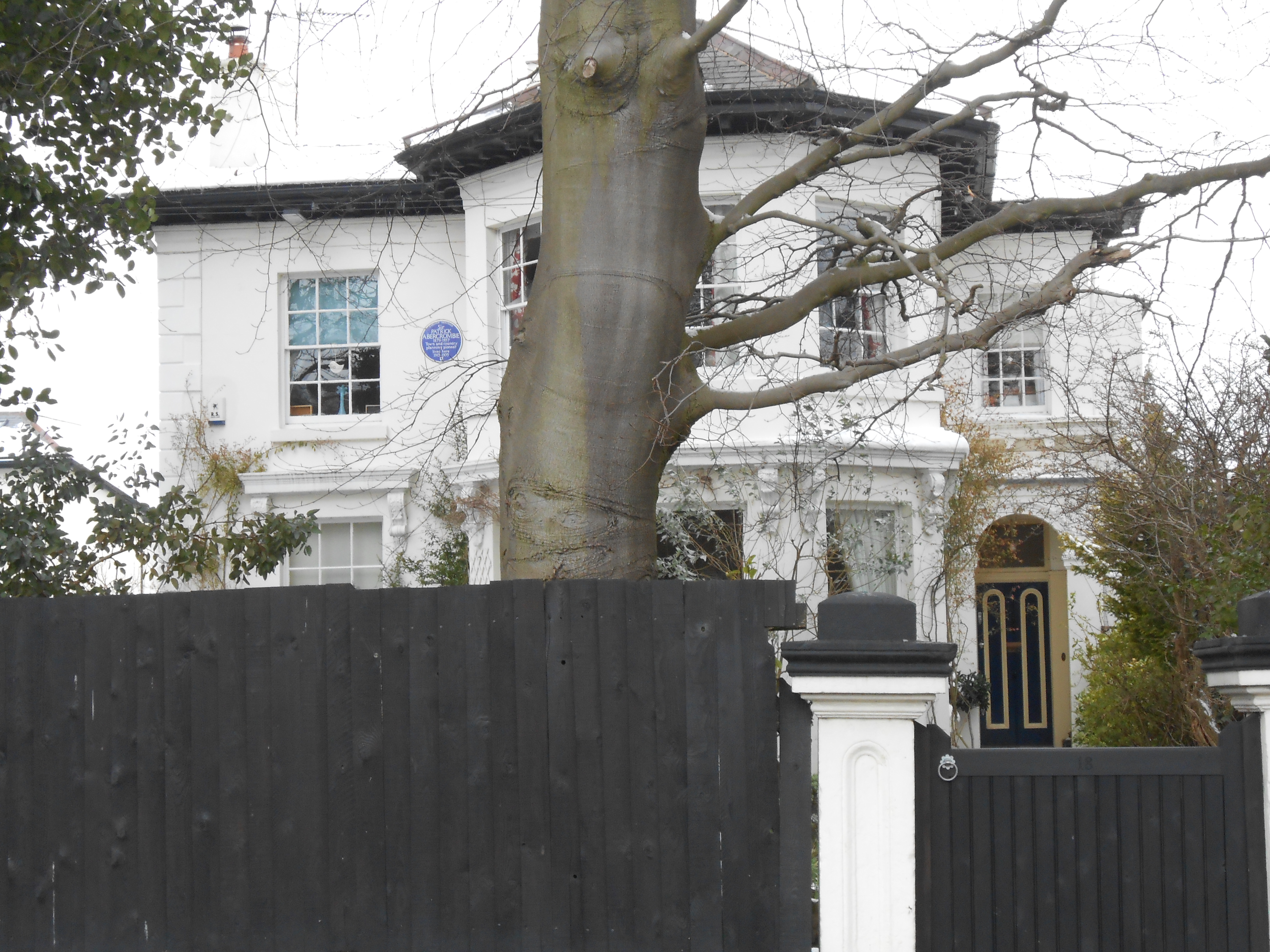
アバークロンビーが住んだリバプール郊外の家。2階の窓の横に青い標識が見える。

第二次世界大戦後のロンドン復興計画は有名で、また1945年にエドウィン・ラッチェンス卿の支援で、キングストン・アポン・ハルの市とカウン
ティーで "A Plan for the City & County of Kingston upon Hull" に携わる。このときに発表した「アバークロンビー計画」は、ハル市にこそ採用されなかったものの、空爆を受けたロンドン市の住宅難に対応するため、ロンドン北東部の開発に活かされた。 ハーロウ、クローリーあるいはM25でロンドン都心と結ばれた郊外型住宅地のひとつハロルド・ヒル  (英語版) の町作りが始まる。
次いで1946年にはロバート・マシューズ (英語版) とともにクライドバレー地域計画 (Clyde Valley Regional Plan) に着手。あるいは人口過密の解決のためスコットランド初のニュータウンとしてイースト・キルブライド、 カンバーノールド の誕生に結びつく。やがてリチャード・ニクソンと共同で1949年に ウォリック再開発計画を提案、ビクトリア朝様式の住宅をほぼすべて取り壊し、大規模な環状道路を設けようとした。
国際建築家連合（略称：UIA）が1948年に新設されると、初代会長に就任。同年、コロンボの都市再構成案を作成すると、その後、英国政府の依頼でマルタ、香港、キプロスなど、短期の都市コンサルタントをつとめる。死の直前には、エチオピアに都市計画に関する提案を行い、1956年にアディスアベバの首都計画を作成するよう委託されるものの、翌1957年、死去。なお、UIA はその功績を称え、優れた都市計画に対して贈るパトリック・アバークロンビー卿賞 (Sir Patrick Abercrombie Prize) を設立した。またアバークロンビーが1915年-1935年に暮らしたウィラルの Village Road にある家には、その場所に歴史的な意味があることを示すブルー・プラークが取り付けられた。

### 褒章
- 1945年、ナイト爵を授かる[5]。
- 1950年、UIA よりAIAゴールドメダルを追贈される。